# Michael Gold

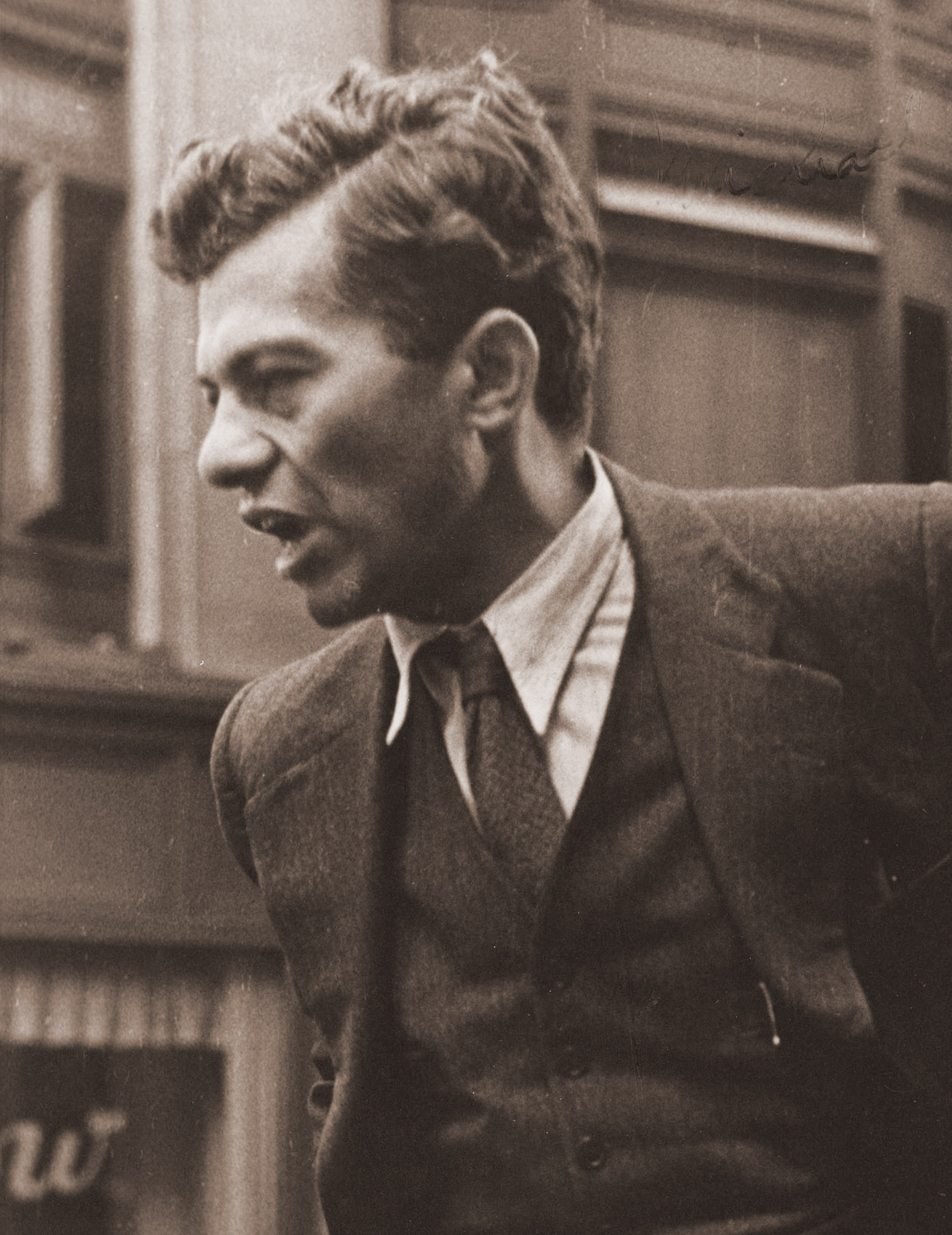
Michael Gold

Michael Gold (geboren als Itzok Isaac Granich, auch „Mike“ genannt) (* 12. April 1894 in New York City; † 14. Mai 1967 in Terra Linda, Kalifornien) war ein US-amerikanischer Schriftsteller und Literaturkritiker.

## Leben
Gold wurde in der Lower East Side von New York geboren als einer von drei Söhnen rumänisch-jüdischer Immigranten. Sein erstes Buch veröffentlichte er unter dem Namen „Irwin Granich“. Unter dem Pseudonym „Michael Gold“ schrieb er sein Buch Juden ohne Geld, das zum Bestseller wurde. In der Periode der bürgerkriegsähnlichen „Palmerschen Razzien“ engagierte er sich für verfolgte Anarchisten und Kommunisten. 1925 reiste er in die Sowjetunion, deren Bewunderer er seit der Oktoberrevolution geworden war. 1926 begann er mit der Herausgabe der Zeitschrift The New Masses („Die neuen Massen“), die er von 1928 bis 1934 als Chefredakteur leitete.
Die Popularität seines Buches Juden ohne Geld machte ihn zur kulturellen Leitfigur der Kommunistischen Partei der USA. Bis zu seinem Tode verfasste er täglich Leitartikel für ihre Zeitung Daily Worker.

## Werke
- Life of John Brown. Girard, KS: Haldeman-Julius, 1924.
- Proletarian Song Book of Lyrics from the Operetta „The Last Revolution.“ With J. Ramirez and Rudolph Liebich. Chicago: Local Chicago, Workers Party of America, 1925.
- The Damned Agitator and Other Stories. Chicago: Daily Worker Publishing, 1927. —Little Red Library #7.
- Money: A Play in One Act. New York: Samuel French, 1929.
- 120 Million. New York: International Publishers, 1929.
- Jews Without Money. New York: International Publishers, 1930; deutsch: Juden ohne Geld, Berlin 1931, 1955 und 1989
- Charlie Chaplin's Parade. New York: Harcourt, Brace, 1930; deutsch: Charlie Chaplins Parade, Berlin 1955
- Proletarian Literature in the United States: An Anthology. (Contributor.) New York: International Publishers, 1935.
- Change the World! New York: International Publishers, 1936.
- „Battle Hymn“: A Play in Three Acts. With Michael Blankfort. New York: Play Bureau, Federal Theatre Project, 1936.
- The Hollow Men. New York: International Publishers, 1941.
- David Burliuk: Artist-Scholar, Father of Russian Futurism. New York: A.C.A. Gallery, 1944.
- Rhymes for Our Times. With Bill Silverman and William Avstreih. Bronx, NY: Lodge 600, Jewish People’s Fraternal Order of the International Workers Order, 1946.
- The Mike Gold Reader. New York: International Publishers, 1954.